# Савска царица
Савската царица е владетелка на Шаба/Шева (или Сава/Саба, Сабейско царство) – древна държава, намирала се в Южна Арабия (Арабия Феликс), на територията на днешен Йемен.
Истории за нея има в Библията (Трета книга на царете и Втора книга Паралипоменон), Корана и етиопската история. Името на Савската царица не се споменава в библейските текстове, но тя е наричана Македа в етиопската и Билкис в ислямската традиция. Други имена, които са ѝ приписвани, са Никауле или Никаула.

## Библейски свидетелства
Според Библията (Трета книга на царете; текстът до голяма степен се повтаря във Втора книга Паралипоменон) неназованата царица на страната Шева чула за голямата мъдрост на Соломон, цар на Израел, и отишла при него с дарове от подправки, злато и скъпоценни камъни. Тя била силно впечатлена от мъдростта и богатството на Соломон и благословила неговия Бог. Соломон също ѝ отвърнал с подаръци и „всичко, което пожелала“, след което царицата се завърнала в страната си. Някои пасажи от Песен на песните понякога се интерпретират, като свидетелстващи за любовни отношения между Соломон и Савската царица.
Савската царица се появява като „Царица на Юга“ в Евангелие от Матей, а в Евангелие от Лука Исус Христос заявява, че тя и ниневийците ще съдят евреите, отхвърлили учението му.

## По-късни еврейски легенди
Еврейският историк Йосиф Флавий подчертава любовта на Савската царица към учението. Той ѝ дава името Никауле, допускайки връзка с Нитокрис на Херодот.
По-късните еврейски легенди доразвиват някои подробности от библейския разказ. Подаръкът на Соломон от „всичко, което пожелала“ се конкретизира в сексуална връзка. Големи усилия се отделят, за да се съставят списъци със загадки, с които Савската царица изпитвала мъдростта на Соломон.
Според друга легенда, когато царицата се среща със Соломон, той се намира в стъклен парник. Решавайки, че той е във вода, тя вдига роклята си и показва косматите си крака. Неодобрението на Соломон се превръща в етологична история за появата на обезкосмяването. По-романтичният вариант е свързан със Соломоновите съмнения, че царицата е полу-жена полу-коза т.е. има кози крака. При първата си среща с нея царят нарочно разпръсква пред себе си брилянти. И тук, решавайки че той е във вода, тя вдига роклята си, но се показват не космати, кози крака, а съвсем чисти и нежни женски стъпала.

## Етиопската традиция
Императорската фамилия на Етиопия твърди, че произлиза от цар Соломон и Савската царица, наричана там Македа. Етиопската епична хроника Кебра Нагаст описва историята на Македа и нейните потомци. В нея се разказва, че цар Соломон прелъстил царицата и им се родил син, който станал Менелик I, първият император на Етиопия.
Според някои хипотези древните общности, поставили началото на етиопската държава, са южноарабски семити, мигрирали през Червено море и смесили се с местното несемитско население. В действителност до възхода на исляма през 7 век етиопското царство Аксум контролира голяма част от Южна Арабия, включително Йемен, а амхарският език и тигриня, говорени в Етиопия, са южносемитски езици. На територията на днешните Етиопия и Еритрея има множество археологически свидетелства и древни сабейски надписи на южноарабска азбука, които говорят за присъствието на южноарабски общности в региона.

## Арабската митология и Коранът
Според арабските легенди Ясер Янам е съпруг на Балкис, царица на Шева. Балкис е сестра на Шамс, Слънцето, а нейният баща ал-Хадад е освободил майка ѝ, която е джин.
Коранът не споменава името на Савската царица и разказът за нея е подобен на този в Библията. Според него Соломон научава за царство, управлявано от царица и почитащо слънцето. Той изпраща послание и заплашва с нашествие в страната. След размяната на подаръци, царицата отива в неговия двор и приема монотеизма.

## Съвременни научни хипотези
Някои съвременни учени, главно от арабските страни, свързват Савската царица не с Йемен, а по-скоро с търговските колонии в Северозападна Арабия, основани от южноарабските държави. Археологическите свидетелства потвърждават наличието на такива колонии с южноарабски надписи и други находки, макар че не е открито нищо, пряко свързано с Билкис.

## Савската царица в масовата култура

### Опери
- 1796 – „Solomon“ от Георг Фридрих Хендел,
- 1862 – „Reine de Saba“ от Шарл Гуно
- 1875 – „Die Königin von Saba“ от Карл Голдмарк

### Филми
- 1921 – „The Queen of Sheba“
- 1959 – „Solomon and Sheba“
- 1963 – „The Queen of Sheba Meets the Atom Man“
- 1995 – „Solomon and Sheba“